# Celastrus stephanotiifolius
Celastrus stephanotiifolius är en benvedsväxtart som först beskrevs av Tomitaro Makino, och fick sitt nu gällande namn av Tomitaro Makino. Celastrus stephanotiifolius ingår i släktet Celastrus och familjen Celastraceae. Inga underarter finns listade.